# Фарана (город)
Фарана (фр. Faranah) — город в центральной части Гвинеи, административный центр провинции Фарана.

## Общая информация
Город находится на берегу реки Нигер, на высоте 456 м над уровнем моря. Вблизи Фараны располагается крупное месторождение железной руды. В городе имеется аэропорт Фарана. В Фарана родился бывший президент Гвинеи, Ахмед Секу Туре (1958—1984 годы).

## Население
По данным на 2013 год численность населения города составляла 119 159 человек. Основная этническая группа — мандинка.
Динамика численности населения города по годам:
| 1983 | 1996   | 2013    |
| ---- | ------ | ------- |
| 8020 | 34 472 | 119 159 |